# PGM Hecate II
O Hécate II é o fuzil antimaterial padrão do Exército Francês.
Também é conhecida como FR-12,7 ou Fuzil de Repetição calibre 12,7x99mm NATO (em francês: Fusil à Répétition de calibre 12,7 mm).  É fabricada pela empresa francesa PGM Precision, esta é a maior arma fabricada por essa empresa comportando cartuchos de 12,7x99mm NATO.

## Operadores
- Brasil
  - Batalhão de Operações Especiais de Fuzileiros Navais[4]
- Bulgária – SOBT e SKSO
- Egito – Usado pelas Forças de Implantação Rápida e Black Cobra
- Estónia[5]
- França[6]
- Indonésia[7]
- Israel[8]
- Letónia[9]
- Lituânia
- Polónia[4]
- Arábia Saudita
- Eslovênia[10]
- Suíça [4]

## Cultura Popular
- A Hecate II é a arma principal utilizada pela personagem Sinon na segunda temporada do Anime Sword Art Online[11][12]